# Please Baby Please
Please Baby Please es una película de drama musical estadounidense de 2022 dirigida por Amanda Kramer, quien coescribió el guion con Noel David Taylor. Está protagonizada por Andrea Riseborough, Harry Melling, Karl Glusman y Demi Moore.
Tuvo su estreno mundial en el Festival Internacional de Cine de Róterdam el 26 de enero de 2022. Fue estrenada en Estados Unidos el 28 de octubre de 2022 por Music Box Films.

## Reparto
- Andrea Riseborough como Suze
- Harry Melling como Arthur
- Karl Glusman como Teddy
- Demi Moore como Maureen
- Ryan Simpkins como Dickie
- Jake Choi como Lon
- Karim Saleh como Gene
- Matt D'Elia como Raymond
- Jake Sidney Cohen como Russell
- Cole Escola como Billy
- Jaz Sinclair como Joanne
- Alisa Torres como Ida
- Yedoye Travis como Les
- Marquis Rodriguez como Baker
- Dana Ashbrook como Cal
- Mary Lynn Rajskub como Lois

En el comentario de audio destacado sobre el lanzamiento en Blu-ray de la película, Kramer confirma que Chris Eigeman es la voz del padre de Arthur al teléfono en una escena. Se le agradece en los créditos finales.

## Producción
Amanda Kramer y Noel David Taylor escribieron el guion en 2018; Kramer ha dicho que pudo convencer a los productores para que financiaran la película llamándola "el West Side Story gay", que Kramer describió como "una mentira" y "un truco de Halloween".
En noviembre de 2019, Maya Hawke, Charlie Plummer y Andrea Riseborough se unieron al elenco de la película, con Kramer elegido para dirigir la película. En octubre de 2020, Demi Moore, Harry Melling y Karl Glusman se unieron al elenco de la película con Hawke y Plummer ya no unidos al proyecto. En noviembre de 2020, Ryan Simpkins, Karim Saleh, Jake Choi, Matt D'Elia, Jake Sidney Cohen, Cole Escola, Jaz Sinclair, Dana Ashbrook y Mary Lynn Rajskub fueron elegidos para la película.
La fotografía principal comenzó en Butte, Montana, en octubre de 2020. En un momento, la producción se cerró por "un fin de semana muy largo" debido a un brote de COVID-19 en el set.

## Estreno
Please Baby Please tuvo su estreno mundial en el Festival Internacional de Cine de Róterdam el 26 de enero de 2022. En junio de 2022, Music Box Films adquirió los derechos de distribución de la película. Se estrenó en cines en los Estados Unidos el 28 de octubre de 2022. La película comenzó a transmitirse en Mubi en los Estados Unidos el 3 de marzo de 2023 y en la mayoría de los demás territorios el 31 de marzo de 2023. Se lanzará en DVD, además de una edición especial en Blu-ray de Vinegar Syndrome, el 30 de mayo de 2023.